# Puerto Foyn
Puerto Foyn o Puerto Svend Foyn (en Chile) es un fondeadero que se encuentra entre la isla Nansen (o Nansen Sur) y la isla Enterprise (también Nansen Norte o Lientur), en la bahía Wilhelmina (o Guillermina), frente a la costa Danco, en el oeste de la península Antártica, Antártida.
Ubicado sobre la costa oriental de la isla Enterprise, mide unos 400 metros de ancho en su boca por 740 metros en su saco, orientado al oeste-noroeste. Tiene profundidad moderada y su fondo es algo irregular.

## Historia y toponimia

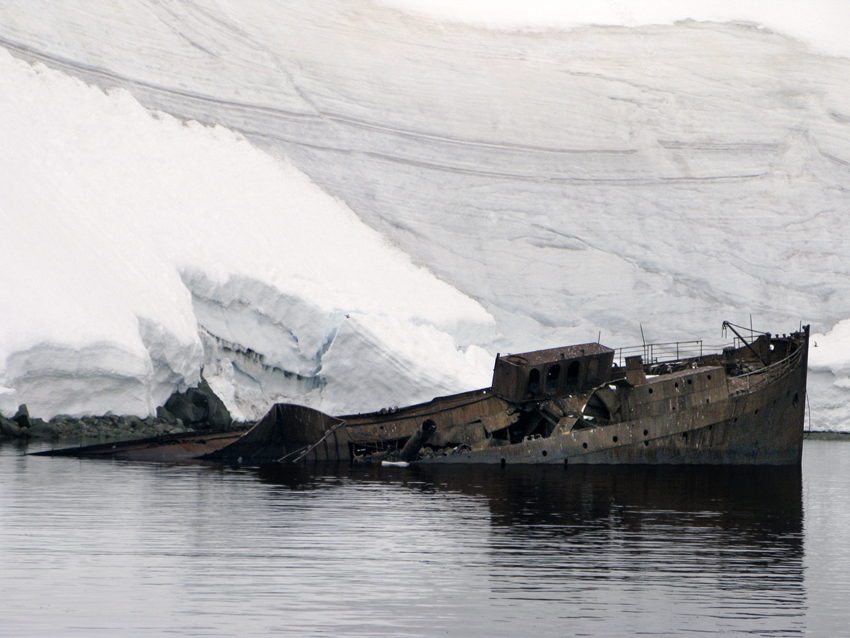
Los restos del barco ballenero Guvernøren en Puerto Foyn.

Fue cartografiado por M.C. Lester y T.W. Bagshawe entre 1921 y 1922. Fue nombrada por los balleneros que visitaban con frecuencia área en referencia a la estación ballenera Svend Foyn, que funcionó aquí a principios del siglo XX. Debe su nombre a Svend Foyn, ballenero noruego que introdujo el cañón arponero y otras técnicas que modernizaron la industria ballenera.
También ha recibido los nombres Nansen Harbour (en 1920, en asociación con la isla Nansen) y Graham Harbor. Entre 1956 y 1957 fue fotografiado desde el aire por el Falkland Islands and Dependencies Aerial Survey Expedition (FIDASE).

## Reclamaciones territoriales
Argentina incluye al fondeadero en el departamento Antártida Argentina dentro de la provincia de Tierra del Fuego, Antártida e Islas del Atlántico Sur; para Chile forma parte de la comuna Antártica de la provincia Antártica Chilena dentro de la Región de Magallanes y de la Antártica Chilena; y para el Reino Unido integra el Territorio Antártico Británico. Las tres reclamaciones están sujetas a las disposiciones del Tratado Antártico.
Nomenclatura de los países reclamantes: 
- Argentina: puerto Foyn[5]
- Chile: puerto Svend Foyn[3]
- Reino Unido: Foyn Harbour[4]